# Jambo Bwana
«Jambo Bwana» (мовою суахілі «Вітаю, пане») — кенійська естрадна пісня. Вперше публічно прозвучала у 1982 році і виконана кенійським гуртом Them Mushrooms, а згодом охоплена низкою інших колективів та виконавців, серед яких Mombasa Roots, Safari Sound Band, Хаджа Нін, Адам Соломон, Мані Коленґоде, та гуртом Boney M. Деякі версії підпадають під різні назви, наприклад «Jambo Jambo» та «Hakuna Matata».
«Jambo Bwana» значною мірою сприйнята як готельний поп, що орієнтований на туристичну аудиторію. Його текст включає кілька загальних фраз і привітання суахілі, такі як habari gani? nzuri sana («як справи йдуть? дуже добре») і hakuna matata («немає проблем»). Оригінальна версія Them Mushrooms також включала рядки, що відзначають мову суахілі, музику регі, Африку та «грибний суп» (посилання на гриби псилоцибіну).

## Популярність
«Jambo Bwana» від Them Mushrooms мав величезний комерційний успіх з продажем понад 200 000 примірників між 1982 і 1987 роками та отриманням платинової сертифікації в Кенії. Як наслідок цієї популярності, багато інших гуртів висвітлювали пісні, в деяких випадках з подібним успіхом; версія Safari Sound Band, зокрема, є однією з найпопулярніших пісень у туристичних майданчиках Східної Африки. Використання суахілійської фрази «хакуна матата» у Діснеївському «Королі Лева» може бути посиланням на слова пісні.